# Mafia Inc.
Pour plus de détails, voir Fiche technique et Distribution.
Mafia Inc. est un film québécois réalisé par Daniel Grou (Podz) et scénarisé par Sylvain Guy. Il a été présenté en première au Festival international du film de São Paulo en octobre 2019 avant sa sortie généralisée en salle au Québec le 14 février 2020. 
Le long métrage inspiré du livre d'André Cédilot et André Noël, avec Marc-André Grondin dans le rôle de Vincent Gamache, entrainé dans des réseaux mafieux avec Giaco Paterno (Donny Falsetti), fils du chef de la mafia. 

## Synopsis
Les Gamache, tailleurs de pères en fils, ont habillé la famille mafieuse Paternò depuis trois générations. Vincent "Vince" Gamache travaille pour le compte du parrain de la mafia montréalaise Frank et avec le plus vieux fils de celui-ci, Giaco. Alors que la sœur de Vince est en voie de marier le fils cadet du parrain, Vince tente de gagner du gallon dans le clan en effectuant un gros coup, ce qui entraînera une suite d'événements qui viendront déstabiliser le fragile équilibre des deux familles,.

## Fiche technique
- Réalisation : Daniel Grou (Podz)
- Scénario : Sylvain Guy, adapté du livre Mafia Inc.: Grandeur et misère du clan sicilien au Québec d'André Cédilot et André Noël
- Photographie : Steve Cosens
- Musique : Milk & Bone et Joseph Marchand
- Montage : Valérie Héroux
- Costumes : Valérie Lévesque
- Production : Antonello Cozzolino, André Rouleau et Valérie d'Auteuil
- Sociétés de production : Attraction Images et Caramel Films
- Distribution : Les Films Séville (Québec)
- Pays de production : Canada
- Lieux de tournage : Montréal et Cuba
- Durée : 143 minutes
- Budget : 8 500 000 $
- Langue : Français, Italien et Anglais
- Dates de sortie :
  - Brésil : 25 octobre 2019 (première mondiale à la 43e édition du Festival international du film de São Paulo)
  - États-Unis : 3 janvier 2020 (Festival international du film de Palm Springs)
  - Canada : 14 février 2020 (sortie en salle au Québec)
  - Canada : 19 mai 2020 (DVD)[1]

## Distribution
- Sergio Castellitto (VF : Gérard Rouzier) : Frank Paternò
- Marc-André Grondin (VF : Christophe Hespel) : Vincent « Vince » Gamache
- Gilbert Sicotte : Henri Gamache
- Mylène Mackay : Sofie Gamache
- Donny Falsetti (VF : Jérôme Keen) : Giaco Paternò
- Tony Nardi : Zizi Zippo
- Cristina Rosato : Vicky Di Renzi
- Mike Ricci (VF : Jérémy Zylberberg) : Patrizio Paternò
- Vittorio Rossi (VF : Jean-Pierre Leblan) : Ricardo Galati
- Domenic Di Rosa : Toto Russo
- Toni Ellwand : Anna Paternò
- John Griffin : Rusty McMahon
- Henri Picard : Vince, 13-16 ans
- Guy Thauvette : le juge
- Geneviève Rochette : Paola Gamache
- Alain Zouvi : Caleb Xenakis
- Benz Antoine : lieutenant Brassens Paul
- Goûchy Boy : Toussaint
- Marc Lamontagne : le pêcheur acadien

## Distinctions

### Récompenses
- Gala Québec Cinéma 2020 :
  - Prix Iris du meilleur acteur de soutien pour Sergio Castellitto

### Nominations
- Prix Écrans canadiens 2020 :
  - Meilleur acteur pour Marc-André Grondin

- Gala Québec Cinéma 2020 :
  - Prix Iris du meilleur film
  - Prix Iris du meilleur acteur pour Marc-André Grondin
  - Prix Iris de la meilleure distribution des rôles pour Nathalie Boutrie, Francis Cantin et Bruno Rosato
  - Prix Iris de la meilleure direction artistique pour David Pelletier
  - Prix Iris du meilleur son
  - Prix Iris des meilleurs costumes pour Valérie Lévesque
  - Prix Iris du meilleur maquillage
  - Prix Iris de la meilleure coiffure pour Stéphanie Deflandre
  - Prix du public